# Methanobacterium
A Methanobacterium a Methanobacteriaceae családba tartozó Archaea nem. Az archeák – ősbaktériumok – egysejtű, sejtmag nélküli prokarióta szervezetek.

### Tudományos folyóiratok
- Judicial, Commission of the International Committee on Systematics of Prokaryotes: (2005). „The nomenclatural types of the orders Acholeplasmatales, Halanaerobiales, Halobacteriales, Methanobacteriales, Methanococcales, Methanomicrobiales, Planctomycetales, Prochlorales, Sulfolobales, Thermococcales, Thermoproteales and Verrucomicrobiales are the genera Acholeplasma, Halanaerobium, Halobacterium, Methanobacterium, Methanococcus, Methanomicrobium, Planctomyces, Prochloron, Sulfolobus, Thermococcus, Thermoproteus and Verrucomicrobium, respectively.  Opinion 79”. Int. J. Syst. Evol. Microbiol. 55 (Pt 1), 517–518. o. DOI:10.1099/ijs.0.63548-0. PMID 15653928.
- „Stable isotope composition of biogas allows early warning of complete process failure as a result of ammonia inhibition in anaerobic digesters”. Bioresource Technology 167, 251–259. o. DOI:10.1016/j.biortech.2014.06.029.

### Tudományos adatbázisok
- Methanobacterium PubMed hivatkozásai
- Methanobacterium PubMed Central hivatkozásai
- Methanobacterium Google Scholar hivatkozásai